# Enoch Heiland

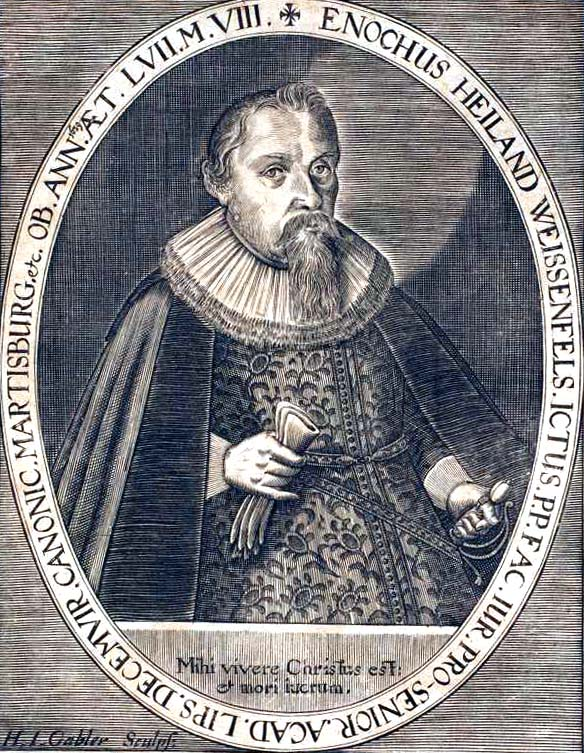
Enoch Heiland (Stich von Hans Jacob Gabler)

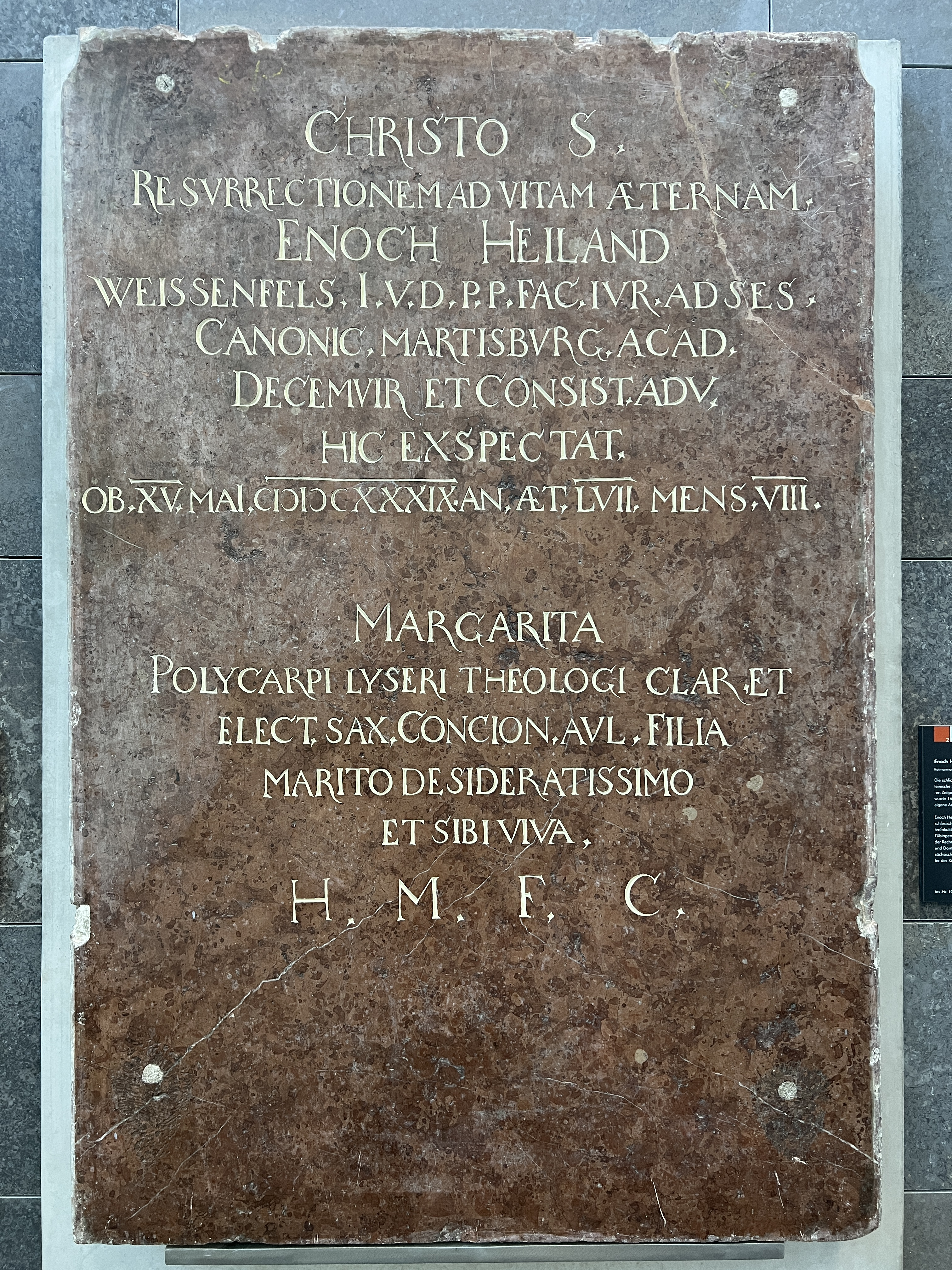
Epitaph in der Leipziger Paulinerkirche

Enoch Heiland (auch: Heyland; * 26. August 1582 in Weißenfels; † 15. Mai 1639 in Leipzig) war ein deutscher Rechtswissenschaftler.

## Leben
Enoch war der Sohn des Bürgers und Gastwirts in Weißenfels Wolfgang Heiland und dessen Frau Rebecca (geb. Hermann; † 1589). Nach dem Besuch der Schule in Weißenfels wurde er am 19. Oktober 1596 in die kurfürstlich sächsische Landesschule Pforta aufgenommen. 1602 nahm er an der Universität Leipzig ein Studium auf. Die ersten drei Jahre absolvierte er zunächst philosophische Studien, unter anderem bei dem Mathematiker und Physiker Christoph Hunnich. Im Anschluss beschäftigte er sich mit medizinischen Studien, wendete sich jedoch unter der Führung von Wilhelm Schmuck (1575–1634) dem Studium der Rechtswissenschaften zu.
Hierzu frequentierte er ab dem 21. Mai 1606 die Vorlesungen von Bonaventura Gaur an der Universität Wittenberg und im Wintersemester 1607 die von Ilico Ummius (1581–1643) an der Universität Jena. Nach Leipzig zurückgekehrt, erwarb er sich am 9. Mai 1611 das Lizenziat und 26. März 1612 den akademischen Grad eines Doktors der Rechte. Anschließend arbeitete er als Anwalt am kurfürstlich sächsischen Appellationsgericht und wurde 1617 Advokat am geistlichen Konsistorium in Leipzig.
1621 erhielt er die Stelle eines Assessors an der juristischen Fakultät der Leipziger Hochschule. Hier stieg er am 30. Juni 1628 zum Professor der Instituten auf und wurde damit verbunden Kanoniker im Stift Naumburg. Am 16. Oktober 1637 übernahm er zudem die Professur des Kodex und erhielt damit verbunden die Stelle eines Domherrn in Merseburg. Auch wirkte Heiland als Assessor am Leipziger Oberhofgericht. Im Wintersemester 1629 und 1637 führte er als Rektor der Leipziger Alma Mater deren Geschicke. Nach seinem Tod wurde sein Leichnam am 19. Mai 1639 in der Leipziger Paulinerkirche begraben. Dort errichtete man ihm ein marmornes Epitaph.

## Familie
Heiland heiratete am 28. Oktober 1611 in Leipzig Margarethe Leyser (* 22. Februar 1594 in Wittenberg; † 14. Januar 1662 in Leipzig), die Tochter des Theologen Polykarp Leyser des Älteren und dessen Frau Elisabeth (geb. Cranach). Aus der Ehe stammen fünf Söhne und fünf Töchter.
- Elisabeth I. Heiland (* 1613; † jung)
- Polycarp Heiland (* 1. November 1614; † 19. März 1662) wurde braunschweigisch lüneburgischer Hofrat ⚭ 25. Oktober 1642 mit Rosina Elisabeth Schreiner (* 25. Juli 1620; † 29. Dezember 1694), der Tochter des kurfürstlich sächsischen Rats und Assessors am Schöppenstuhl in Leipzig Philipp Schreiner und dessen Frau Elisabeth Sieber[7]
- Enoch Heiland (* März 1616; † 1669[8] oder 1673[9]) wurde Jurist und anschließend fürstlich anhaltischer Hofrat und Erbherr in Schleussig, ⚭ 1648 mit Anna Martha Große (* 31. Juli 1621; † 11. November 1674),[10] Tochter des Buchhändlers in Leipzig Henning Große und der Regina Maria Schröter, die Witwe des Leipziger Bürgermeisters, Assessors am Schöppenstuhl in Leipzig und Erbherrn auf Schleussig Leonhard Hermann (⚭ 1638; † 10. November 1648)[11]
- Elisabeth II. Heiland (* 1618; † jung)
- Margaretha Heiland (* 1620; † jung)
- Rebecca Heiland (* 9. Mai 1622; † 2. November 1636.)
- Michael Heiland (* 8. Mai 1624; † 15. Dezember 1693) wurde Mediziner, Professor sowie Feld- und Leibarzt des Kanzlers Erich Ohrenstier ⚭ I. 26. Februar 1661Catharina Heintze (* 24. September 1640; † 12. März 1661),[12] Tochter des Leipziger Weinhändlers Johann Heintze und der Maria Elisabeth Otto, Witwe des Gottfried Ehrenreich Behrlich (⚭ 30. Oktober 1655; † 2. Oktober 1659); ⚭ II. August 1664 mit Sophia Amalia la Bleu († 2. August 1669), Tochter des Gießener Universitätsprofessors Jacob le Bleu, ⚭ III. 30. Mai 1671 mit Maria Sybilla Fichard († 14. April 1682), To. des Ratsschöppen in Frankfurt/Main Philipp Christian Fichard, ⚭ IV. 4. August 1685 mit Anna Lucretia Gießwein, Tochter des Lehrers Johann Philipp Gießwein, Sie ⚭ II. 8. Mai 1695 mit Johann Nikolaus Hert[13]
- Friedrich Heiland (* 1628; † jung)
- Cecilia Heiland (* 30. November 1630; † 3. September 1663) ⚭ 2. Juni 1663 mit dem Theologen Abraham Calov[14]
- Wilhelm Heiland (* 1634) wurde Jurist[15]